# 검은머리촉새
검은머리촉새(Emberiza aureola)는 멧새과 멧새속에 속하는 조류이다. 러시아 동북부, 만주, 일본 등지에서 번식하고 동남아, 중국 남부 등에서 월동하는 종으로, 봄철 및 가을철 이동시기에 한국을 지나가는 나그네새이다. 몸길이는 15cm로, 수컷은 얼굴과 목이 검은색, 몸윗면은 진한 밤색이며, 배는 선명한 노란색, 가슴에는 밤색 띠가 있다. 암컷은 몸윗면이 엷은 갈색의 눈썹선, 연노란색 배를 가지고 있으며, 옆구리에 갈색 줄무니가 있다. 농경지, 하천가, 인가 주변 잡목림에 무리를 이루어 풀씨 등 식물성 먹이를 먹으나, 여름철에는 동물성 먹이도 다량 섭취한다. 번식은 5~7월경 관목림이나 숲 속 초지 땅 위에 둥지를 만들고, 4~5개의 알을 낳는다.  하지만, 현재 기온변화 및 개발로 인한 서식지 파괴, 남획 등으로 개체수가 감소하고 있다.
국제적 멸종위기종이며, 대한민국에서는 멸종위기 야생생물 Ⅱ급으로 지정되어 있다.